# Mattias Grosin
Mattias Jerk Grosin, född den 2 april 1966 i Stockholm, är en svensk manusförfattare.

## Biografi
Grosin föddes i Stockholm 1966. Han är utbildad vid Biskops-Arnö folkhögskola. Grosin har sedan slutet av 2000-talet samarbetet med manusförfattarkollegan Henrik Engström.

## Filmografi (i urval)[2][4]
- 2005–2009 – Supersnällasilversara och Stålhenrik (TV-serie)
- 2009 – Äntligen midsommar!
- 2018 – LasseMajas Detektivbyrå - Det första mysteriet
- 2018 – Rebecka Martinsson - Svart stig (TV-serie)
- 2018 – Rebecka Martinsson - Till dess din vrede upphör (TV-serie)
- 2020 – Lasse-Majas detektivbyrå – Tågrånarens hemlighet
- 2022 – Lasse-Majas detektivbyrå – Skorpionens gåta
- 2022 – Kronprinsen som försvann (TV-serie)